# Nicolas Batum
Nicolas Batum (IPA: /bæˈtuːm/), född 14 december 1988 i Lisieux, är en fransk basketspelare som sedan 2024 spelar för Los Angeles Clippers i NBA.

## Klubbkarriär
Den 1 december 2020 värvades Batum av Los Angeles Clippers.

## Landslagskarriär
Batum var en del av Frankrikes landslag som tog silver i herrarnas turnering vid olympiska sommarspelen 2020 i Tokyo.

## Klubbar
- Le Mans (2006–2008)
- Portland Trail Blazers (2008–2015)
- Nancy (2011)
- Charlotte Hornets (2015–2020)
- Los Angeles Clippers (2020–2024)
- Philadelphia 76ers (2024)
- Los Angeles Clippers (2024–)